# Hornaja Wulica
Hornaja Wulica (biał. Горная Вуліца; ros. Горная Улица) – wieś na Białorusi, w obwodzie mohylewskim, w rejonie mohylewskim, w sielsowiecie Kniażyce, nad Łachwą.